# El lamento por Ícaro
El lamento por Ícaro es un óleo del pintor Herbert James Draper, realizado en 1898. Actualmente es conservado y exhibido en el museo Tate Britain en Inglaterra. La pintura muestra a Ícaro muerto, rodeado por ninfas entristecidas. Las alas de Ícaro fueron hechas con base en el patrón de las aves del paraíso. En 1898 fue comprada de la exhibición de la Royal Academy a través del Chantrey Bequest, un fondo público para adquirir arte moderno que fue legado por Francis Leggatt Chantrey. El lamento por Ícaro recibió posteriormente la medalla de oro en la Exposición Universal de 1900 en París.
De acuerdo al Dr. Justine Hopkins, Draper identifica a Ícaro «con el resto de héroes de los prerrafaelistas y simbolistas, quienes, como James Dean medio siglo más tarde, se las arreglarían para vivir rápido, morir jóvenes y dejar un cadáver hermoso». La última mitad de este comentario está basada en la novela de 1947 Knock on Any Door de Willard Motley y su adaptación cinematográfica.

## Composición

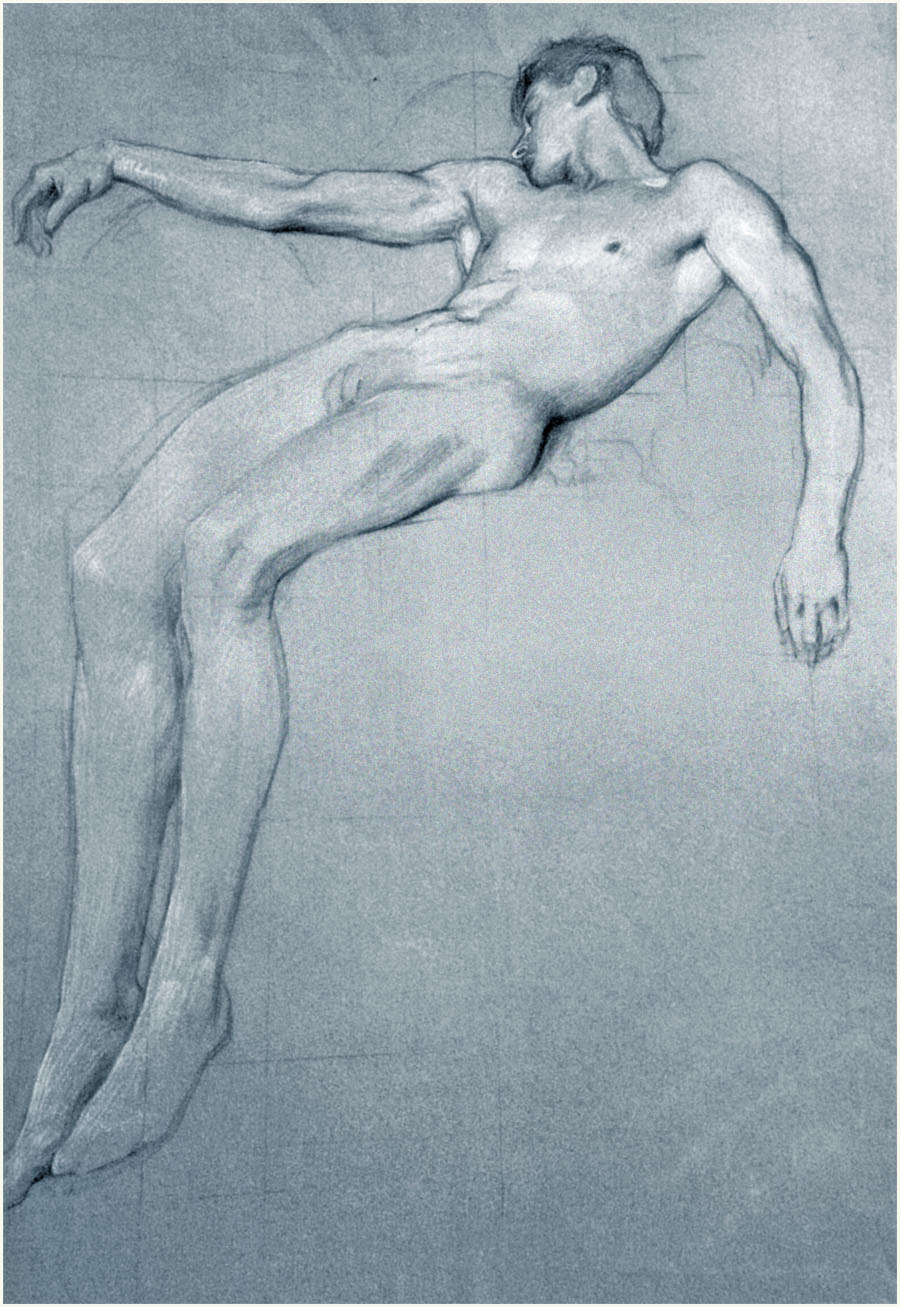
Estudio preparatorio de Ícaro realizado por Draper.

En la década de 1890 Draper se enfocó principalmente en temas de la mitología griega. Frederic Leighton ya había representado a Ícaro en 1869,  sin embargo, mientras Leighton mostró la preparación del vuelo, Draper pintó el trágico final de este. Por otro lado, Draper adoptó el método de Leighton de escenificar figuras por separado, para lo cual empleó a 4 modelos profesionales (Ethel Gurden, Ethel Warwick, Florence Bird y Luigi di Luca).
El uso del cuerpo masculino como medio para la proyección de la emoción subjetiva, como en El lamento por Ícaro, es una característica de la escultura y pintura victoriana tardía; en la pintura de Draper el cuerpo parece deshacerse en los brazos de la ninfa. Draper aplicó efectos líquidos de luz sin abandonar la forma, además usó en su mayoría colores cálidos. La piel bronceada de Ícaro hace referencia a su cercanía al sol antes de caer, asimismo los rayos del sol mientras este se pone en las colinas lejanas enfatizan la transitoriedad del tiempo. Moralizadora, sentimental y sensual, El lamento por Ícaro se convirtió en una imagen de una caída épica con una composición excelente. Aun así y de manera sorprendente, Ícaro tiene sus alas intactas, al contrario del mito, ya que en este la cera se derritió e Ícaro cayó agitando solamente sus brazos. En esta pintura la figura de una «criatura con alas» es usada probablemente para crear una apariencia más elegante, simbólica y romántica.